# Sloanea caribaea
Sloanea caribaea är en tvåhjärtbladig växtart som beskrevs av Krug & Urb. och Antoine Duss. Sloanea caribaea ingår i släktet Sloanea och familjen Elaeocarpaceae. Inga underarter finns listade i Catalogue of Life.